# Kompaktifikace (fyzika)
Ve fyzice kompaktifikace znamená změnu teorie s ohledem na jednu z jejích časoprostorových dimenzí. Místo toho, aby teorie s touto dimenzí byla nekonečná, dojde ke změně teorie tak, že tato dimenze má konečnou délku, a může být také periodická.
Kompaktifikace hraje důležitou roli v teorii tepelných polí, kde se kompaktifikuje čas, v teorii strun, kde se kompaktifikují dodatečné dimenze teorie, a ve dvou nebo jedno-dimenzionální fyzice pevných látek, kde uvažujeme systém, který je omezen v jednom ze tří obvyklých prostorových rozměrů.
Na hranici, kde velikost kompaktního rozměru klesne na nulu, nezávisí žádná pole na tomto dalším rozměru, a teorie je rozměrově redukována.

Prostor je kompaktifikován přes kompaktní a po Kaluzově–Kleinově rozkladu, máme efektivní teorie pole na M.

## Kompaktifikace v teorii strun
V teorii strun je kompaktifikace zobecnění Kaluzovy–Kleinovy teorie. Snaží se sladit rozdíl mezi pojetím našeho vesmíru na základě jeho čtyř pozorovatelných rozměrů s deseti, jedenácti, nebo dvacet šesti rozměry, o kterých teoretické rovnice teorie strun předpokládají, že reálně existují v našem vesmíru.
Pro tento účel se předpokládá, že jsou další dimenze "zabalené" do sebe, nebo "zvlněné" na Calabiho–Yauových prostorech (Calabiho–Yauových varietách), nebo na orbifoldech. Modely, ve kterých kompaktní směry podporují toky jsou známé jako tokové kompaktifikace. Vazebná konstanta teorie strun, která určuje pravděpodobnost rozpojení a opětovného spojení struny může být popsána tzv. dilatonovým fyzikálním polem. To zase může být popsáno jako velikost dalšího (jedenáctého) rozměru, který je kompaktní. Tímto způsobem může být deseti-dimenzionální typ IIA teorie strun popsán jako kompaktifikovaná M-teorie v jedenácti rozměrech. Kromě toho, různé verze teorie strun jsou spojeny pomocí různých kompaktifikací v postupu známém jako T-dualita.
Formulace přesnějších verzí významu kompaktifikace v této souvislosti byla podpořena objevy, jako je například tajemná dualita.

## Toková kompaktifikace
Toková kompaktifikace je konkrétní způsob, jak se vypořádat s dalšími dimenzemi, které vyžaduje teorie strun.
Předpokládá se, že tvar vnitřní variety je Calabiho–Yauova varieta nebo generalizovaná Calabiova–Yauova varieta, která je vybavena nenulovou hodnotou toků, tj. diferenciální formou, které zobecňuje pojem elektromagnetického pole (viz p-forma elektrodynamiky).
Hypotetický pojem antropické krajiny v teorii strun vyplývá z velkého počtu možností, ve kterém celá čísla, která charakterizují toky, mohou být vybrána, aniž by porušila pravidla teorie strun. Tokové kompaktifikace mohou být popsány jako F-teorie vakua nebo vakuový typ IIB teorie strun s nebo bez D-brán.